# Carebara atoma
Carebara atoma é uma espécie de inseto do gênero Carebara, pertencente à família Formicidae.